# Louis Hercule Timoléon de Cossé

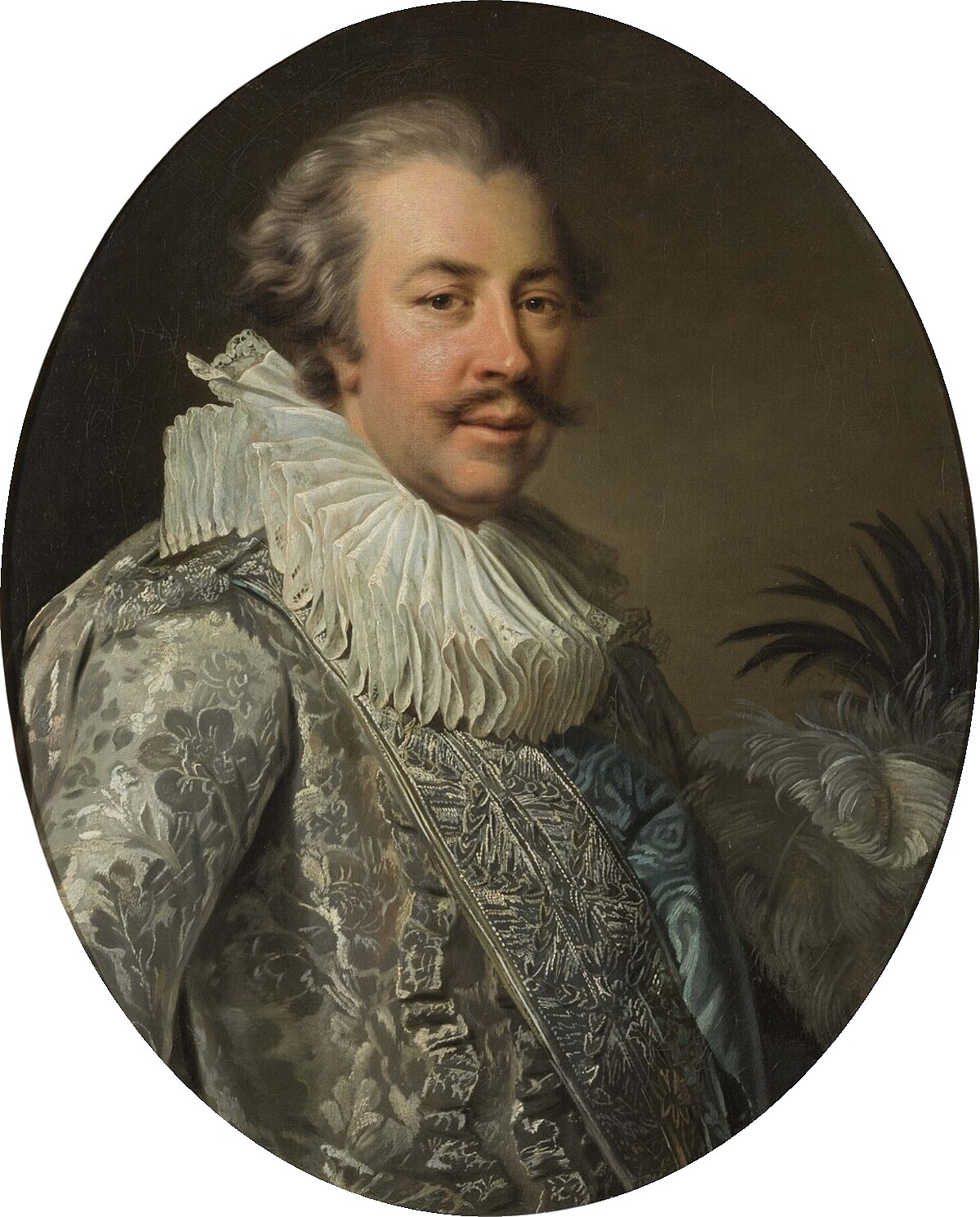
Louis Hercule Timoléon de Cossé, Duc de Brissac, anonymes Porträt von 1790

Louis Hercule Timoléon de Cossé (* 14. Februar 1734; † ermordet 9. September 1792 Versailles) war ein französischer Adliger und Militär. Er war der 8. Herzog von Brissac, Pair de France, sowie der letzte Gouverneur von Paris des Ancien Régime.

## Biographie
Louis Hercule Timoléon de Cossé war der zweite Sohn von Jean Paul Timoléon de Cossé (1698–1780), 7. Duc de Brissac, Pair de France, Marschall von Frankreich und Gouverneur von Paris, und Marie Josèphe de Durey-de-Sauroy (1716–1756).
Er war Kapitän im Régiment de Caraman dragons, seit 28. Januar 1754 Guidon der Compagnie des Gendarmes d’Aquitaine. 1759 wurde er zum Oberst im Régiment Royal-Bourgogne cavalerie befördert. Zuerst Marquis de Cossé genannt, wurde er 1760 (nach dem Tod seines älteren Bruders) zum Duc de Cossé erhoben. 1771 wurde er Maréchal de camp.
Am 12. Februar 1775 wurde er – nach dem Rücktritt seines Vaters – Gouverneur von Paris. Am 2. Februar 1776 wurde als Chevalier de l‘Ordre du Saint-Esprit nominiert und am 26. Mai aufgenommen. Durch den Tod seines Vaters am 17. Dezember 1780 wurde er der 8. Duc de Brissac, Pair de France, Grand Panetier de France.
Während der Revolution wurde Louis Hercule Timoléon de Cossé 1791 als Gouverneur von Paris abgesetzt. Stattdessen wurde er Oberkommandierender der am 3. September 1791 von der Konstituante gegründeten Garde constitutionelle du Roi, die auch Garde Brissac genannt wurde. Am 29. Mai 1792 wurde die Garde aufgelöst, weil sie im Verdacht stand, der Konterrevolution anzugehören; der Herzog von Brissac wurde festgenommen und ins Gefängnis von Orléans überstellt. Dort sollte er vor dem Nationalen Hochgericht angeklagt werden.
Im Spätsommer befahl die Nationalversammlung, dass der Herzog von Brissac und weitere 51 Gefangene von Orléans nach Saumur gebracht werden sollten, um vor Gericht gestellt zu werden. Doch der mit einem Trupp aus Paris angereiste begeisterte Anhänger der Revolution, Claude Fournier L’Héritier (1745–1825), genannt „der Amerikaner“, widersetzte sich ihrer Überführung nach Saumur und ordnete stattdessen ihre Verbringung nach Paris an (4. September 1792), wo sie vor ein anderes Gericht gestellt werden sollten. Am 7. September kam der Zug der Gefangenen in Étampes und am 8. September in Arpajon an. Nach der Ankunft in Versailles erfuhren die Gefangenen von den Septembermassakern in Paris. Am Carrefour des quatre bornes wurden Brissac und 43 seiner Mithäftlinge von einer aufgebrachten Menge erschlagen, nachdem sie von ihrem Begleitschutz getrennt worden waren; nur acht Gefangene konnten entkommen. Fournier war an diesem Verbrechen möglicherweise beteiligt. Die Mörder hieben ihren Opfern die Köpfe ab und spießten sie an den Gittertoren des Schlosses auf.

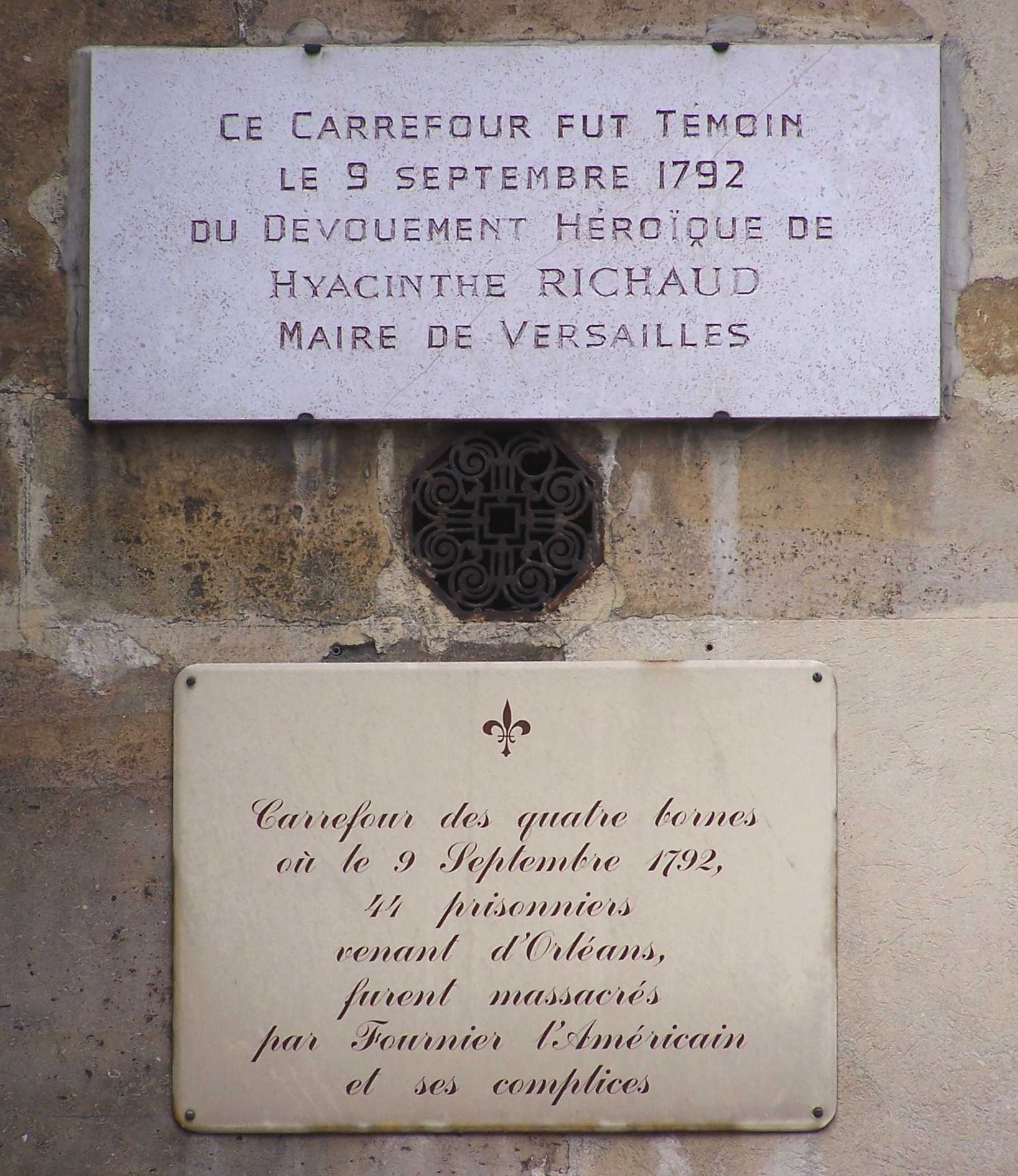
Informationstafeln zum Massaker am Carrefour des quatre bornes, heute Kreuzung der RD10 (Rue Général Leclerc-Rue de l’Orangerie) und der RD91 (Rue de Satory-Rue du Maréchal Joffre) im Zentrum von Versailles

Neben dem Herzog von Brissac waren unter den prominenten Opfern die ehemaligen Minister Claude Antoine de Valdec de Lessart und Charles-Xavier Franqueville d’Abancourt sowie der Bischof Jean-Arnaud de Castellane.

## Ehe und Nachkommen
Louis Hercule Timoléon de Cossé heiratete am 28. Februar 1760 in Paris Adélaide Diane Hortense Délie Mancini de Nevers, dit Mancinette (* 27. Dezember 1742, † 2. Mai 1808 Neauphle-le-Château, bestattet das.), Tochter von Louis Joules Barbon Mazarini-Mancini, Duc de Nivernais und Hélène Angélique Françoise de Phélypeaux de Pontchartrain (Haus Mazarin-Mancini).
Ihr einziges Kind ist Adélaide Pauline Rosalie de Cossé-Brissac († 2. Mai 1820 Neauphles-le-Vieux); ⚭ 28. Dezember 1782 Victurnien Jean Baptiste de Rochechouart, 1771 8. Duc de Mortemart, Pair de France, Maréchal de camp († 14. Juli 1812 Paris) (Haus Rochechouart).

## Rezeption
Im Film Du Barry, Woman of Passion von 1930 erscheint der Herzog, als ursprünglicher Geliebter der Madame Du Barry, jedoch wird Cosse dort zu seinem Vornamen.